# بروس أبيل
بروس أبيل (بالإنجليزية: Bruce Abel)‏ هو مغني أمريكي، ولد في 1936.

## وصلات خارجية
- بروس أبيل على موقع ميوزك برينز (الإنجليزية)